# 伍约翰
伍约翰（又译伍柏莱、吴伯瑞），美国宣道会传教士。
1895年，伍约翰夫妇受宣道会的差遣，来到中国天津，属于宣道会的华北差会。他们在天津的传教工作相当成功，到1900年时有许多学生接受了洗礼，并热心传福音。这些学生中包括李叔青和张汝舟（倪柝声岳父）、张汝霖、张汝励兄弟。
1900年夏天，北方受到义和团事件的冲击，宣道会的华北传教工作全部被毁，于是伍约翰移居到上海，在虹口北四川路1578号设立了守真堂，附设守真中小学和一所圣经学校，他的两个女儿伍恩兰（Ethel Woodbery）、伍美兰（O ra Woodberry）和儿子伍尔牧师（Rev. Earl Woodbetry）都来到上海加入宣教工作。
1902年1月18日，伍约翰夫妇代表宣道會，前往歸化城（呼和浩特），主持在1900年8月23日在铁圪旦沟天主教堂避难被烧死的瑞典籍宣道會传教士艾礼舜（Emil Olson）一家、林白（Carl L. Lundberg，1867-1900）一家、安牧师（Edwin Anderson，1871-1900）一家和聂姑娘（Emelie Erickson，1862-1900）共14人的葬礼。
伍伯莱去世后，由他的两个女儿伍恩兰和伍美兰负责守真堂 ，并参加环球复兴祷告运动。1958年，守真堂参加虹口区联合礼拜。